# Targoszyce (województwo wielkopolskie)
Targoszyce (niem. Targoschütz) – wieś w Polsce położona w województwie wielkopolskim, w powiecie krotoszyńskim, w gminie Kobylin.
W okresie Wielkiego Księstwa Poznańskiego (1815-1848) miejscowość należała do wsi większych w ówczesnym pruskim powiecie Krotoszyn w rejencji poznańskiej. Targoszyce należały do okręgu kobylińskiego tego powiatu i stanowiły odrębny majątek, którego właścicielem była wówczas M. Pulinowa. Według spisu urzędowego z 1837 roku wieś liczyła 164 mieszkańców, którzy zamieszkiwali 19 dymów (domostw). Wzmiankowana była wówczas również polana leśna Targoszyce (1 dom, 3 osoby).
W latach 1975–1998 miejscowość administracyjnie należała do województwa leszczyńskiego.

## Zabytki
- Kościół św. Mikołaja z XVIII wieku